# كأس أنغولا 2002
كأس أنغولا 2002 هو موسم من كأس أنغولا. كان عدد الأندية المشاركة فيه 17، وفاز فيه بترو إتليتيكو.